# Emergency Mayhem
Emergency Mayhem ist ein actionlastiges Rennspiel für Nintendo Wii. Es erschien am 15. April 2008 in den Vereinigten Staaten. In Europa kam das Spiel am 13. Juni 2008 heraus.

## Spielprinzip
Man fährt im Spiel die Feuerwehr, Polizei und den Notdienst. Der Spieler muss so schnell wie möglich zum Ziel fahren. Am Ende jedes Levels gibt es ein Minispiel, bei dem es darum geht, die Situation zu entschärfen. Diese Minispiele verwenden die Bewegungserkennung der Wii-Fernbedienung. Diese Minispiele umfassen unter anderem die Durchführung von HLW, das Entschärfen von Bomben und das Fangen mit entflohenen Zootieren.

## Entwicklung
Emergency Mayhem wurde ursprünglich für PlayStation 2 und Xbox auf der Electronic Entertainment Expo 2004 angekündigt. Das Spiel hätte von Acclaim Entertainment entwickelt und veröffentlicht werden sollen. Das Spiel wurde jedoch eingestellt, als Acclaim Entertainment die Acclaim Studios Cheltenham schloss und schließlich im September desselben Jahres Insolvenz anmeldete.
Im Mai 2007 wurde bekannt gegeben, dass Codemasters die Rechte an dem Titel erworben hatte und ihn für die Wii veröffentlichen würde. 2008 wurde bekannt gegeben, dass Supersonic Software das Spiel entwickelt.

## Rezeption
Emergency Mayhem erhielt überwiegend negative Kritiken. GameSpot gab dem Spiel 2,5 von 10 Punkten und kritisierte das Spiel für seinen Mangel an Abwechslung. Außerdem wurde die ungenaue Steuerung kritisiert. IGN bewertete das Spiel mit 5,0/10 und sagte, dass die Grafik veraltet sei. Die Musik und die Framerate wurden hingegen gelobt.

### Auszeichnung
GameSpot nominierte 2008 das Spiel für den Preis „Flat-Out Worst Game“.